# Klaus Stein
Klaus Stein (* 8. Juni 1890 in Fraulautern; † 28. Mai 1974) war ein deutscher Politiker (DG, GB/BHE).

## Leben und Beruf
Nach der Oberprimareife an der Oberrealschule besuchte Stein zunächst die Bergschule, wechselte später an die Kriegsschule und wurde Offizier (zuletzt Major). Im Anschluss hatte er eine leitende Stellung in der Schwerindustrie inne (1943 bis 1945 Abwehrbeauftragter der Firma Krupp (Essen) in Breslau). Nach dem Kriegsende engagierte er sich in der Vertriebenenbewegung und wurde Kreisvorsitzender des Bundes der Vertriebenen im Landkreis Fulda.

## Partei
Stein war Mitglied in der Sturmabteilung, trat aber aus dieser nach eigenen Angaben wegen des „Röhmputsches“ aus.
Nach dem Zweiten Weltkrieg schloss Stein sich der Deutschen Gemeinschaft an und wurde 1948 Kreisvorsitzender. Er war Mitbegründer des GB/BHE in Hessen und Mitglied im Landesvorstand der Partei.

## Abgeordneter
Stein war Stadtverordneter in Stadt Fulda. Bei der Landtagswahl 1950 wurde er als Abgeordneter in den Hessischen Landtag gewählt, dem er bis 1958 angehörte. Vom 11. Oktober bis zum 7. November 1953 war er zunächst stellvertretender Vorsitzender und anschließend bis zum Ende der dritten Legislaturperiode Vorsitzender der Landtagsfraktion des GB/BHE.